# Inés Gorrochategui
Inés Gorrochategui (Córdova, 13 de junho de 1973) é uma ex-tenista profissional argentina.

## Grand Slam Finais

### Duplas: 1 (1 vice)
| Resultado | Ano  | Campeonato | Piso | Parceira       | Oponentes                             | Placar   |
| --------- | ---- | ---------- | ---- | -------------- | ------------------------------------- | -------- |
| Vice      | 1993 | US Open    | Duro | Amanda Coetzer | Arantxa Sánchez Vicario Helena Suková | 6–4, 6–2 |